# ドナ・リード
ドナ・リード（Donna Reed, 本名: Donna Belle Mullenger, 1921年1月27日 - 1986年1月14日）はアメリカ合衆国出身の女優。キャリアは40年以上に亘り、40本以上の映画に出演した。フランク・キャプラ監督のファンタジー・ホリデー映画『素晴らしき哉、人生!』（1946年）でのメアリー・ハッチ・ベイリー役で最もよく知られる。フレッド・ジンネマン監督の戦争ドラマ映画『地上より永遠に』（1953年）でアカデミー助演女優賞を受賞した。
テレビ番組ではシットコム『うちのママは世界一』（「ドナ・リード・ショー」）（1958年-1966年）でのアメリカの中流階級の母親で妻のドナ・ストーン夫人が彼女が演じた役の中で白眉なものとされる。当時、テレビに登場する多くの母親役の中で、より注目を集めた役であった。エミー賞においてこの役で多くノミネートされ、1963年、ゴールデングローブ賞のベスト・テレビ・スター賞を受賞した。1984年–1985年、テレビ・メロドラマ『ダラス』シーズン8にバーバラ・ベル・ゲデスの代役のミス・エリ―役で出演し、ベル・ゲデスが復帰することになり降板させられ契約を白紙に戻されたことで制作会社を訴えた。

## 生い立ち
アイオワ州デニソン近くの農場で、父ウィリアム・リチャード・マレンジャーと母ヘイゼル・ジェーン(旧姓シャイヴス)のもとに生まれ、ドナ・ベル・マレンジャーと名付けられた。5人兄弟の長女でメソジストとして育てられた。1936年、デニソン高等学校2年生の時、化学の教師であるエドワード・トムキンスから書籍『人を動かす』を与えられ、大いに影響を受けた。この本を読み、学校演劇で主役を務め、キャンパス・クイーンに選ばれ、学力でも学年でトップ10に入った。トムキンスはマンハッタン計画に参加した。
高校卒業後に教師を目指したが学費が払えなかった。叔母のアドバイスによりロサンゼルスに移り、ロサンゼルス・シティ・カレッジで学んだ。在学中、多くの舞台に出演したが、女優を目指していたわけではなかった。複数の映画会社からスクリーンテストを受けるようオファーを受け、MGMと契約することとなった。しかし学業優先で卒業を希望し、短期大学士を取得してから契約した。

## キャリア

### MGM
1941年、MGMとの契約後、『The Get-Away』でロバート・スターリングの相手役として映画デビューした。なお、この時の芸名はドナ・アダムスであった。
その直後、MGMは第二次世界大戦の反ドイツ感情により、名前をドナ・リードと改めさせた。のちにリードは「映画会社の広報がこの名前を押し付けた。私は好きではなかった」とし、「背が高く、シックで落ち着いた金髪のイメージで、私とは違う。冷たくて禁断の響きがある」と語った。
『影なき男の影』(1941年)、ウォーレス・ビアリー主演の『The Bugle Sounds』(1942年)で助演した。MGMの多くの新人と同様、アンディ・ハーディ映画でミッキー・ルーニーの相手役を務め、『The Courtship of Andy Hardy』(1942年)に出演して大ヒットした。子供向け映画『Mokey』(1942年)に二番手で出演した。その後『Calling Dr. Gillespie』(1942年)、『アパッチ街道』(1942年)に主演し、フレッド・ジンネマン監督のスリラー映画『闇に浮かぶ犯罪』(1942年)でエドワード・アーノルドと共演した。

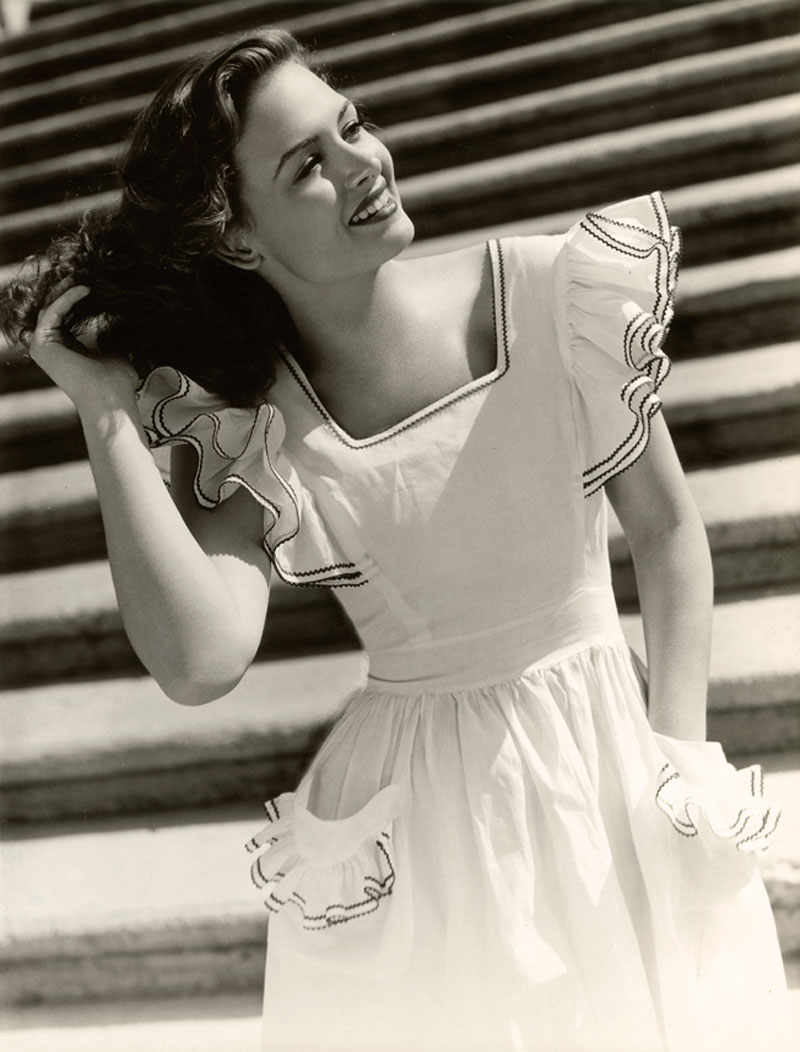
1944年に撮影された宣材写真

MGMの大作映画でミッキー・ルーニー主演の『町の人気者』(1943年)で助演した。『Dr. Gillespie's Criminal Case』(1943年)および『The Man from Down Under』(1943年)に出演した他、『万雷の歓呼』(1943年)に多くのMGMスターと共に出演した。第二次世界大戦中、近所にいそうな親しみやすい可愛らしさと優しそうな雰囲気から、ピンナップがGIの多くから人気となった。海外に従事するGIからのファンレターに自ら返事を出すことも多かった。『See Here, Private Hargrove』 (1944年)および西部劇『Gentle Annie』 (1945年)で主演した。『ドリアン・グレイの肖像 (1945年の映画)』(1945年) に出演し、ジョン・フォード監督の『コレヒドール戦記』(1945年)ではジョン・ウェインの相手役の看護師を演じた。この頃MGMはリードを熱心に売り出していた。

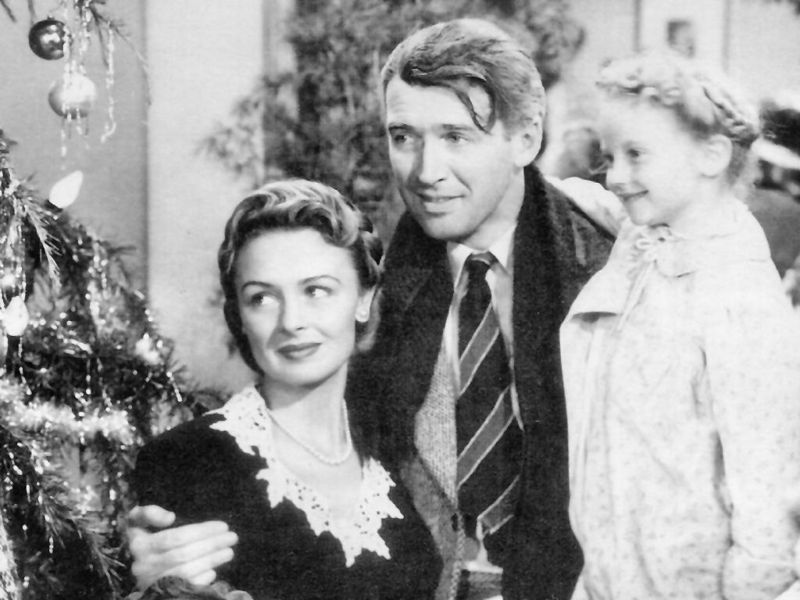
『素晴らしき哉、人生!』（1946年）で夫役のジェームズ・ステュアート（中）、末娘役のキャロライン・グリムス（右）と

1947年、高校の恩師でマンハッタン計画に携わったトムキンスと映画『始めか終りか』でコラボレートし、原子力爆弾の歴史と危険性についてを取り扱った。リードは映画化に尽力したが出演していない 。ロマンティック・コメディ『Faithful in My Fashion』にトム・ドレイクと共に主演したが、赤字となった。
フランク・キャプラ監督の『素晴らしき哉、人生!』（1946年）でのメアリー・ハッチ・ベイリー役のためにMGMからRKOピクチャーズに貸し出された。この作品はアメリカン・フィルム・インスティチュートによるアメリカ映画ベスト100の11番目に選出され、毎年クリスマス・シーズンにはテレビで放映されている。のちにリードは「最も困難な撮影だった。あれほど要求の多い監督はいない」と語った。
MGMに戻り、『大地は怒る』(1947年)でラナ・ターナーおよびヴァン・ヘフリンと共演し、大ヒットした。
『栄光は消えず』(1948年)において、撮影が開始していたにもかかわらず、ジョーン・コールフィールドの代役としてリードはパラマウントに貸し出されてアラン・ラッドと共演し、『恐喝の街』(1949年)で再びラッドと共演した。1949年、より良い役への配役を希望していた。

### コロンビア
1950年6月、リードはコロンビア・ピクチャーズと契約した。ジョン・デレクと共演し、『Saturday's Hero』(1951年)、『スキャンダル・シート』(1952年)に出演した。リードは『Rainbow 'Round My Shoulder』(1952年)にカメオ出演した。
『ネバダ決死隊』(1952年)でランドルフ・スコット
の相手役を演じた。その後ワーナー・ブラザースに貸し出され、『勝負に賭ける男』(1953年)でジョン・ウェインと共演した。エドワード・スモールのプロデュースによる『七つの海の狼』(1953年)でジョン・ペインの相手役を演じた。

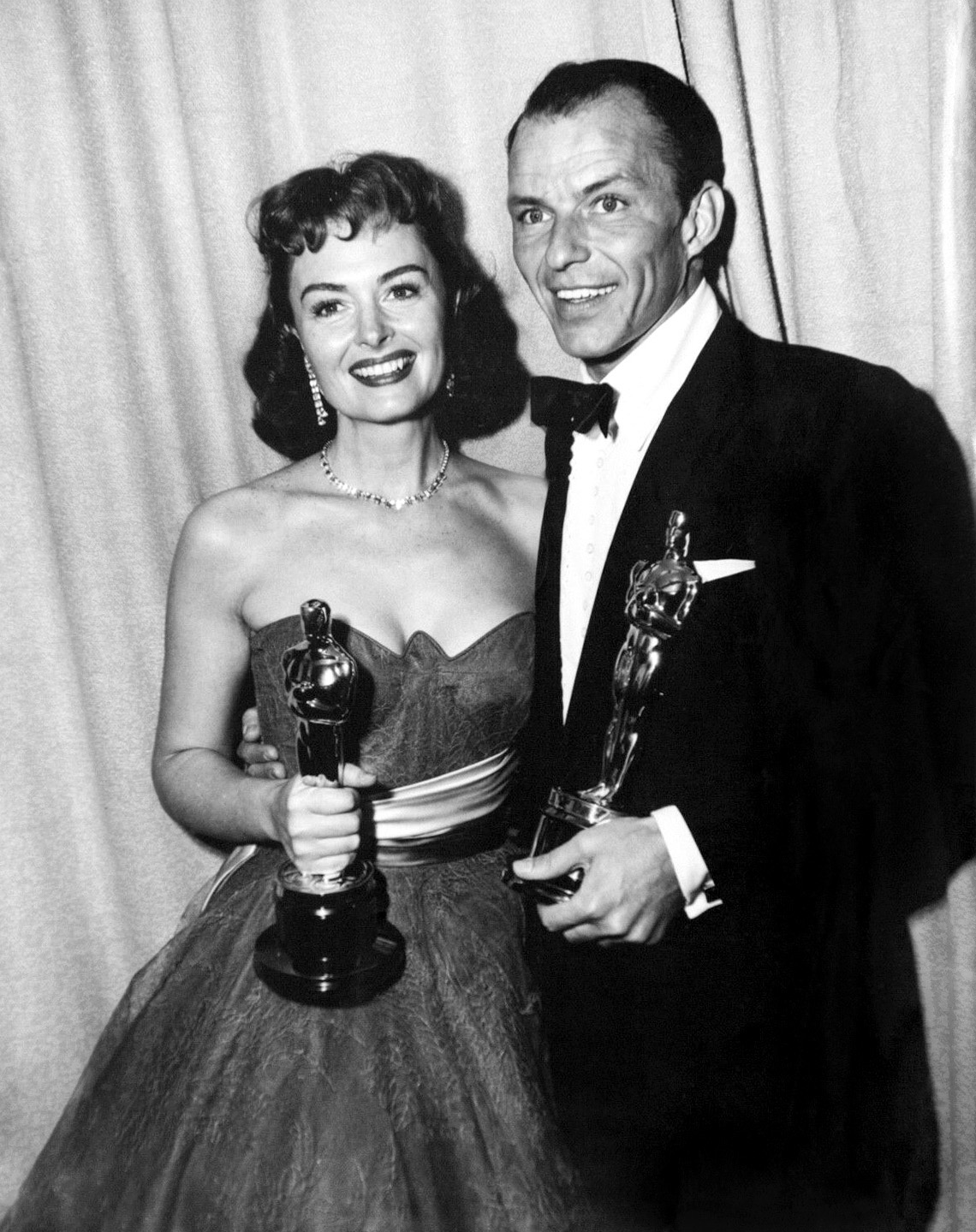
『地上より永遠に』でアカデミー助演女優賞を受賞した。隣は共演者のフランク・シナトラ。

第二次世界大戦を描いたドラマ映画『地上より永遠に』(1953年)でモンゴメリー・クリフト演じるロバートのガールフレンドであるロリーン役を演じた。1953年、この作品の演技によりアカデミー助演女優賞を受賞した。
この頃、リードが希望する配役にはなっていなかった。パラマウントで『底抜けやぶれかぶれ』(1953年)で底抜けコンビの恋の相手役を演じた。コロンビアの『限りなき追跡』(1953年)でロック・ハドソンと、『西部は俺に任せろ』(1954年)でダナ・アンドリュースと、『彼等は馬で西へ行く』でロバート・フランシスと共演した。MGMに戻り、『雨の朝巴里に死す』(1954年)に出演した。
『The Ford Television Theatre』、『Tales of Hans Anderson』、『General Electric Theater』、『Suspicion』などのテレビ番組にゲスト出演するようになった。
フィーチャー映画に出演し続け、そのほとんどが主人公の恋の相手であった。パイン・トーマス・プロダクションズの『遥かなる地平線』(1955年)でネイティヴ・アメリカンのサカガウィア役、ユニバーサルの『ベニイ・グッドマン物語』(1956年)でスティーヴ・アレン演じるグッドマンの妻アリス役、MGMの『誘拐』(1956年)でグレン・フォード演じるデイヴの妻エディス役、ユニバーサルの西部劇『六番目の男』(1956年)でリチャード・ウィドマーク演じるジムの相手役のカリル役、ケニアで撮影されたコロンビアの『豹の爪』(1957年)でコーネル・ワイルド演じるマットの相手役アン役、イングランドで撮影されたロミュラス・ピクチャーズの『The Whole Truth』でスチュワート・グレンジャー演じるマックスの妻のキャロル役を演じた。
リードは『豹の爪』撮影中に怪我をした。

### 『ドナ・リード・ショー』

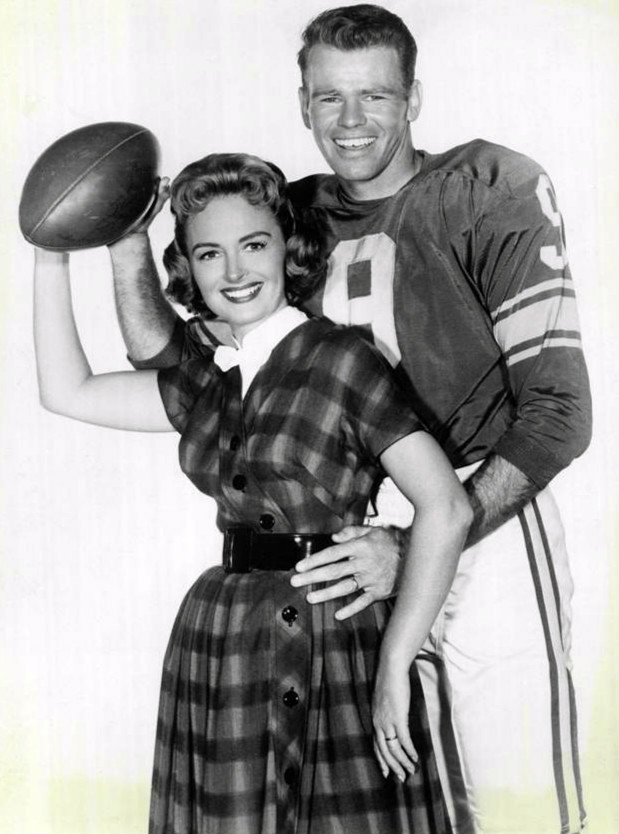
『ドナ・リード・ショー』で共演したNFL選手のビル・ウェイドと（1959年）

1958年から1966年、リードは当時夫であったトニー・オウエンのプロデュースによる連続テレビドラマ『ドナ・リード・ショー』で主演した。小児科医のアレックス・ストーン(カール・ベッツ)の妻でジェフ(ポール・ピーターセン)とメアリー(シェリー・フェブレー)の母のドナ・ストーン役を演じた。これまであまり演じたことのないコメディを演じること、そして妻役を演じることに喜びを覚えた。
ABCで8シーズン制作された。これによりゴールデングローブ賞を受賞し、エミー賞で4回ノミネートされた。
リードはこの作品について「ユーモアを交え、小さな街の生活をリアルに描いている。アメリカで最も重要な、愛すべき家族の姿を描いている」と語った。役柄のドナ・ストーンは愛すべき妻であり母であるが、強く賢く感情豊かでユーモアのセンスのある女性であった。
ただし従順な専業主婦を推進しているとフェミニストから批判されることもあった。1979年のインタビューにて実際に自身も4人の子を育てるリードは「家族をリードすることができる強い女性を演じた。この批判は多くの人々を不快にさせる」と語った。
1984年のテレビでのインタビューにて、リードは番組について「女性のための「宣言」のように感じていた。この母親役は愚か者ではない。家族を支配していたのではなく、明るく前向きな結婚生活を送っていたと思う」と語った。
2008年、息子のジェフ役を演じたポール・ピーターセンはインタビューにて番組の意義について「家族の重要性を描いていた。人生の教訓は代々愛情をもって受け継がれる。『ドナ・リード・ショー』はより良い時代、より良い場所を描いていた。残念ながら近年のエンタメ作品に欠けているある種の知性とプロ意識を持っていた。ポジティブで元気にさせてくれる。登場人物は好感が持て、ストーン家は楽しい一家で、シチュエーションは誰にとっても身近なものであった。日常生活における様々な小さな問題をいかに解決するか道徳的にアドバイスしてくれる」と語った。

### 後年
1966年、『ドナ・リード・ショー』は最終回を迎え、子育てに専念するかたわら政治的活動にも携わるようになった。1970年代後期、女優業を再開させ、テレビ映画『The Best Place to Be』(1979年)、『Deadly Lessons』(1983年)に主演した他、『The Love Boat』にゲスト出演した。
1984年から1985年、連続テレビドラマ『ダラス』シーズン8にバーバラ・ベル・ゲデスの代役のミス・エリ―役で出演した。1984年のインタビューにおいて、「『ダラス』がヒットした大きな理由は「家族」である。彼らは皆、強い絆で結ばれている。小競り合いもあるかもしれないが、1つ屋根の下に暮らして互いを思いやり、それは近年失われてきているものである。皆、心の中ではそれらを取り戻すことを願っていると思う」と語った。
1985年から1986年のシーズン9にベル・ゲデスが復帰することになり急遽降板させられた。ミス・エリ―役を継続させてくれるまでシーズン9の撮影開始を止めようとしたがうまくいかなかった。契約を白紙に戻されたことで制作会社を訴え、その後100万ドル以上の示談が成立した。

## 私生活

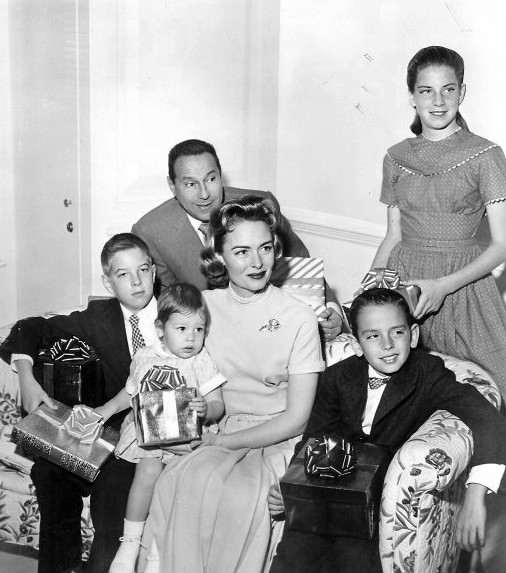
1959年、リード、トニー・オウエン、4人の子供たち。立っているのがペニー・ジェーンで、座っている左よりトニー・ジュニア、メアリー、ティム

1943年から1945年、メイクアップ・アーティストのウィリアム・タトルと結婚していた。1945年に離婚後、プロデューサーのトニー・オウエンと再婚した。4人の子供、ペニー・ジェーン、アンソニー、ティモシー、メアリー・ジェーンを育てた。年長の2人は養子であった。1971年、結婚後26年で離婚した。
3年後、リードは退役陸軍大佐グロヴァ―・W・アスマス(1926年–2003年)と再婚し、1986年にリードが亡くなるまで婚姻関係は続いた。

### 政治的立場
共和党支持者であったが民主党に傾いていき、ベトナム戦争に際しては長男のトニーが徴兵されることを危惧していた。1967年、反戦運動を行ない、女性反戦団体Another Mother for Peaceの共同議長となった。この団体のスローガンは「戦争は子供や生物全ての健康をおびやかす」であった。1971年の「ロサンゼルス・タイムズ」紙のインタビューにおいて、「以前、トニーは非戦闘員として国に尽くすべきだと考えていた。しかし彼はそれを受け入れず、全てがおかしいと感じていた。彼は政府や軍を信用していなかった。私はトニーから色んなことを学んだ」と語った。
1964年アメリカ合衆国大統領選挙においては共和党のバリー・ゴールドウォーターを支持した。
ベトナム戦争での反戦に加え、原子力発電にも反対していた。1968年アメリカ合衆国大統領選挙ではミネソタ州選出の民主党議員ユージーン・マッカーシーを支持していた。彼は強硬な反戦主義者であった。

## 死

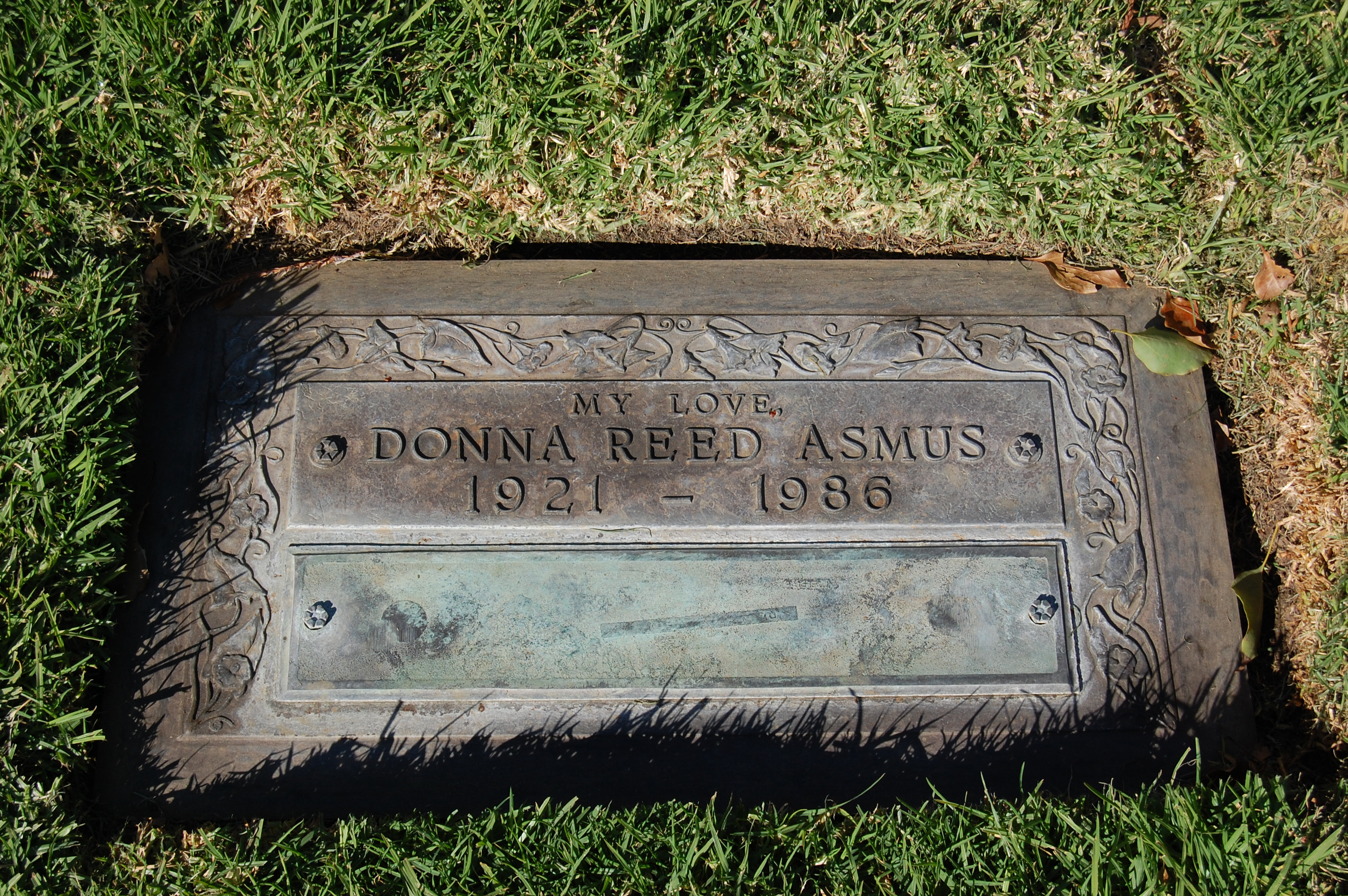
ドナ・リードの墓

1986年1月14日、64歳でカリフォルニア州ビバリーヒルズにて膵臓がんのため死去した。3か月前に末期と診断を受けていた。ロサンゼルスにあるウエストウッド・ヴィレッジ記念墓地に埋葬された。

## レガシー
1987年、妻のリードを亡くしたグロヴァ―・アスマス、女優シェリー・フェブレー、ノーマ・コノリー、数多くの友人、同僚、親族らはパフォーミング・アーツのためのドナ・リード・ファンデーションを設立した。リードの故郷であるデニソンを基盤に、非営利団体としてパフォーミング・アーツを学ぶ学生に奨学金を与え、毎年年に一度ワークショップのフェスティバルを開催し、ドナ・リード・センター・フォー・ザ・パフォーミング・アーツを操業している。
毎年、デニソン市はドナ・リード・フェスティバルを開催している。子供時代の家はデニソンのドナ・リード通りに位置していたが、1983年、火災により消失した。アカデミー賞で受けたオスカー像はデニソンのW.A.マクヘンリー博物館に展示されている。
ハリウッド・ウォーク・オブ・フェームのヴァイン・ストリート1610番に星が埋め込まれている。
2010年5月、ターナー・クラシック・ムービーズは「スター・オブ・ザ・マンス」に選定し、娘のメアリーが敬意を表した。
2011年、『ドナ・リード・ショー』で娘のメアリー役を演じた女優のシェリー・フェブレーは記事の中で「ドナ・リードは私の第二の母であった。目標であり、それは今も続いている。何かを決めなくてはならない時、頭の中で「強い決心をするように」と促す彼女の声が聞こえる。彼女は私の憧れであった」とし、「本物のアイオワ・ガールだった。中西部の人々にありがちな真面目な常識人であった。思いやりがあり、必要な時にいつでも助けてくれる。中西部の精神を失っていなかった」と語った。

## 主な出演作品

### 映画
| 公開年 | 邦題 原題                                         | 役名                       | 備考                      |
| ------ | ------------------------------------------------- | -------------------------- | ------------------------- |
| 1941   | 影なき男の影 Shadow of the Thin Man               | モリー・フォード           |                           |
| 1941   | ブロードウェイ Babes on Broadway                  | ジョンジーの事務員         | クレジット無し            |
| 1942   | アパッチ街道 Apache Trail                         | ロザリア・マルティネス     |                           |
| 1943   | 町の人気者 The Human Comedy                       | ベス                       |                           |
| 1943   | 万雷の歓呼 Thousands Cheer                        | レッド・スケルトンの店の客 |                           |
| 1945   | コレヒドール戦記 They Were Expendable             | サンディ･デービース少尉    |                           |
| 1945   | ドリアン・グレイの肖像 The Picture of Dorian Gray | グラディス                 |                           |
| 1946   | 素晴らしき哉、人生! It's a Wonderful Life         | メアリー・ハッチ           |                           |
| 1947   | 大地は怒る Green Dolphin Street                   | Marguerite Patourel        |                           |
| 1948   | 栄光は消えず Beyond Glory                         | アン・ダニエルズ           |                           |
| 1949   | 恐喝の街 Chicago Deadline                         | ロシータ                   |                           |
| 1952   | ネバダ決死隊 Hangman's Knot                       | モリー                     |                           |
| 1953   | 勝負に賭ける男 Trouble Along the Way              | アリス・シングルトン       |                           |
| 1953   | 七つの海の狼 Raiders of the Seven Seas            | アリダ                     |                           |
| 1953   | 地上より永遠に From Here to Eternity              | ロリーン                   | アカデミー助演女優賞 受賞 |
| 1953   | 底抜けやぶれかぶれ The Caddy                      | キャシー・テイラー         |                           |
| 1953   | 限りなき追跡 Gun Fury                             | ジェニファー・バラード     |                           |
| 1954   | 彼等は馬で西へ行く They Rode West                 | ローリー                   |                           |
| 1954   | 西部は俺に任せろ Three Hours to Kill              | ローリー                   |                           |
| 1954   | 雨の朝パリに死す The Last Time I Saw Paris        | マリオン                   |                           |
| 1955   | 遥かなる地平線 The Far Horizons                   | サカガウィア               |                           |
| 1956   | 誘拐 Ransom!                                      | イーディス・スタナード     |                           |
| 1956   | ベニイ・グッドマン物語 The Benny Goodman Story    | アリス・ハモンド           |                           |
| 1956   | 六番目の男 Backlash                               | Karyl Orton                |                           |
| 1957   | 豹の爪 Beyond Mombasa                             | アン・ウィルソン           |                           |
| 1960   | ペペ Pepe                                         | 本人                       |                           |

### テレビ
| 年        | 題                                       | 役                                  | 特記                                           |
| --------- | ---------------------------------------- | ----------------------------------- | ---------------------------------------------- |
| 1954      | Ford Television Theatre                  | リディア・キャンベル                | エピソード: Portrait of Lydia                  |
| 1955      | Tales of Hans Anderson                   |                                     | エピソード: Wee Willie Winkie                  |
| 1957      | General Electric Theater                 | レイナ                              | エピソード: Light from Tormendero              |
| 1957      | Suspicion                                | レティ・ジェイソン                  | エピソード: The Other Side of the Curtain      |
| 1958–1966 | ドナ・リード・ショー The Donna Reed Show | ドナ・ストーン                      | 275エピソード                                  |
| 1984      | The Love Boat                            | ポリー / グウェン                   | エピソード: Polly's Poker Palace (Parts 1 & 2) |
| 1984–1985 | ダラス Dallas                            | ミス・エリ―・ユーイング・ファーロウ | 24エピソード (最後の出演作品)                  |

## 受賞歴
| 年   | 賞                           | 部門                 | 題                                       | 結果       |
| ---- | ---------------------------- | -------------------- | ---------------------------------------- | ---------- |
| 1953 | アカデミー賞                 | 助演女優賞           | 地上より永遠に From Here to Eternity     | 受賞       |
| 1964 | Bravo Otto                   | 女性テレビ・スター賞 | ドナ・リード・ショー The Donna Reed Show | ノミネート |
| 1965 | Bravo Otto                   | 女性テレビ・スター賞 | ドナ・リード・ショー The Donna Reed Show | ノミネート |
| 1964 | Golden Apple Award           | 共演女優賞           | 共演女優賞                               | 受賞       |
| 1963 | ゴールデングローブ賞         | 女性テレビ・スター賞 | ドナ・リード・ショー The Donna Reed Show | 受賞       |
| 2006 | オンライン・テレビ・映画協会 | テレビの殿堂演技賞   | ドナ・リード・ショー The Donna Reed Show | 受賞       |
| 1959 | プライムタイム・エミー賞     | コメディ主演女優賞   | ドナ・リード・ショー The Donna Reed Show | ノミネート |
| 1960 | プライムタイム・エミー賞     | コメディ主演女優賞   | ドナ・リード・ショー The Donna Reed Show | ノミネート |
| 1961 | プライムタイム・エミー賞     | コメディ主演女優賞   | ドナ・リード・ショー The Donna Reed Show | ノミネート |
| 1962 | プライムタイム・エミー賞     | コメディ主演女優賞   | ドナ・リード・ショー The Donna Reed Show | ノミネート |
| 2004 | TVランド賞                   | 記憶に残る代役賞     | ダラス Dallas                            | ノミネート |
| 2006 | TVランド賞                   | 記憶に残る代役賞     | ダラス Dallas                            | ノミネート |